# روس كينغ (ممثل)
روس كينغ (بالإنجليزية: Ross King)‏ هو ممثل بريطاني، ولد في 20 فبراير 1961 في Knightswood ‏ في المملكة المتحدة.

## أعمال

### أفلام
- (2002) نصف ميت

## وصلات خارجية
- روس كينغ على موقع IMDb (الإنجليزية)
- روس كينغ على موقع قاعدة بيانات الفيلم (الإنجليزية)